# Aarwangen
Aarwangen là một đô thị ở hạt Aarwangen ở bang Berne ở Thụy Sĩ. Đô thị này có diện tích 9,9 km², dân số năm 2020 là 4638 người.